# Filippo I Colonna
Filippo I Colonna, possiblement né en Sicile en 1578 et mort en un lieu inconnu le 11 avril 1639, prince de Paliano, est un noble italien, patriarche de la famille Colonna.

## Biographie
Fils de Fabrizio Colonna et d'Anna Borromeo et frère de Marcantonio Colonna III, Filippo Colonna était un des neveux de Carlo Borromeo et le petit-neveu de Gian Giacomo de Médicis. En 1597, il épousa Lucrezia Tomacelli-Cybo, fille d'Ippolita Ruffo et Don Giacomo, seigneur de Galatro. 
Filippo Colonna s'est occupé de la reconstruction du Palazzo Colonna. Il est l'auteur de l'entrée monumentale du jardin qui donne sur Monte Cavallo. Amateur d'art, ami et protecteur du Caravage, ce dernier se réfugie chez lui lorsqu'il s'échappe de Rome après avoir tué Ranuccio Tommasoni lors d'une rixe de rue le 28 mai 1606.
À la lecture de son testament, il a été révélé qu'il avait nommé son deuxième fils, Girolamo, pour être son héritier. Ce changement dans l'héritage entraîna Girolamo et son frère aîné, Federico, dans une guerre de succession. En 1649, lors du siège de Tarragone en Espagne, Federico Colonna est mort subitement, laissant le champ libre à son frère qui avait été nommé cardinal le 30 août 1627 par le pape Urbain VIII, issu de la famille Barberini. La sœur de Girolamo, Anna Colonna, s'était mariée à Taddeo Barberini, neveu du pape. 

## Descendance

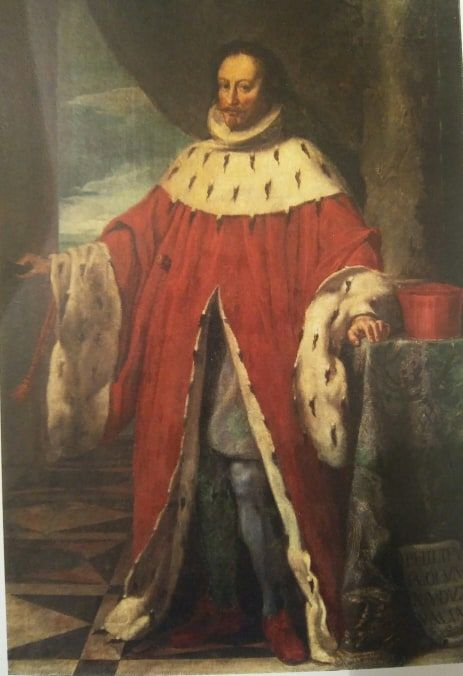
Filippo I Colonna

Filippo Colonna a eu onze enfants, sept garçons et quatre filles :
- Federico Colonna (1601-1649), marié à Margherita Branciforte d'Autriche en 1641.
- Girolamo Colonna, cardinal, chevalier de l'ordre de la Toison d'or[5].
- Marcantonio V Colonna (1606/10 – 1659), duc de Paliano, chevalier de l'ordre de la Toison d'or.
- Carlo Colonna (1607-1638), moine bénédictin, Archevêque d'Amasia (1643), patriarche de Jérusalem (1638).
- Giovanni Battista Colonna (?-1638), patriarche de Jérusalem.
- Prospero Colonna, grand prieuré de Malte en Espagne.
- Pietro Colonna.
- Anna Colonna (1601-1658), mariée à Taddeo Barberini, prince de Palestrina.
- Ippolita Colonna, religieuse au monastère Regina Coeli à Rome.
- Clara Maria Colonna, religieuse au monastère Regina Coeli à Rome.
- Maria Teresa Colonna, religieuse au monastère Regina Coeli à Rome[6].